# Amphoe Khian Sa

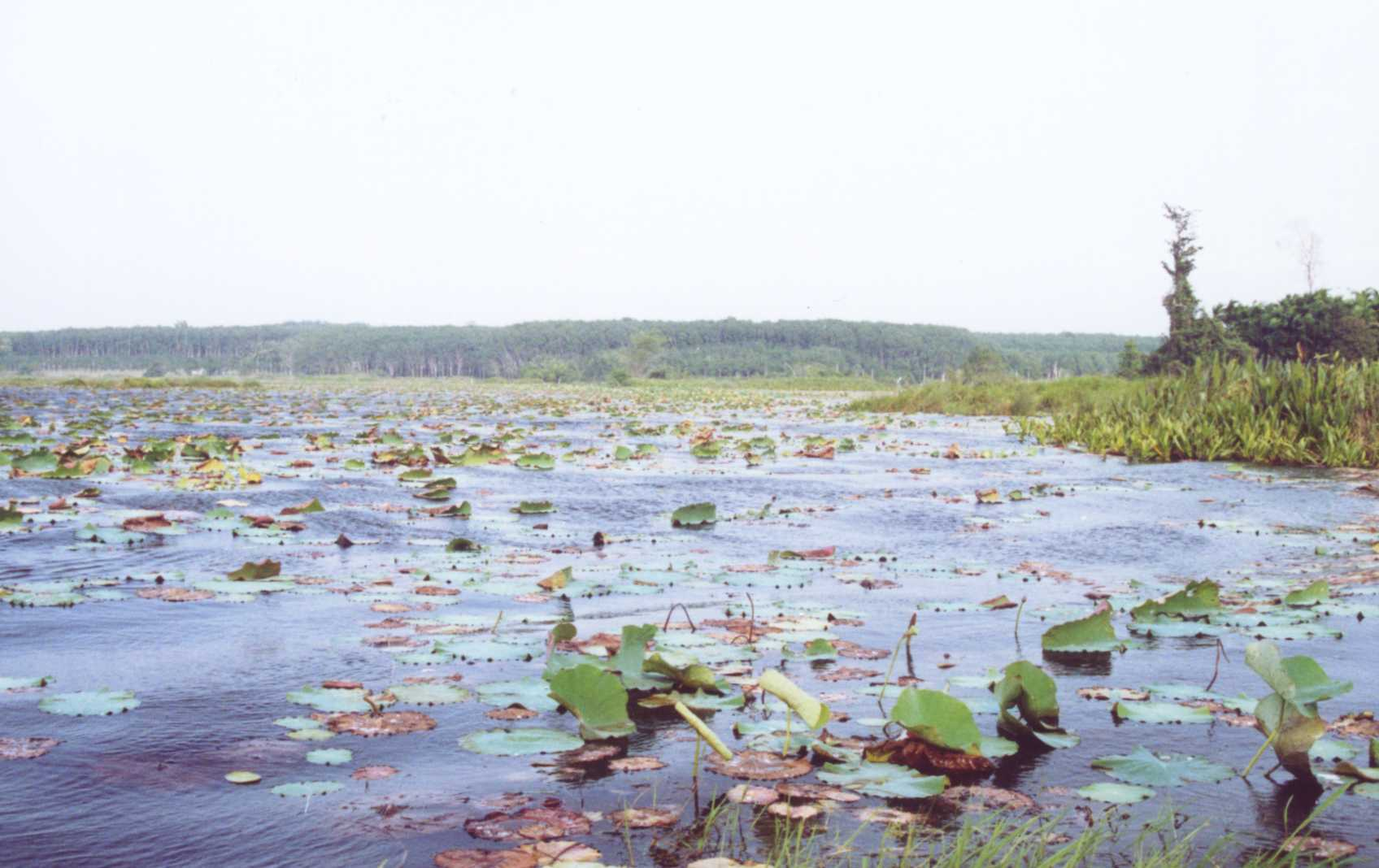
Ein See im Naturschutzgebiet Nong Thung Thong

Amphoe Khian Sa (Thai: อำเภอ เคียนซา) ist ein Landkreis (Amphoe – Verwaltungs-Distrikt) in der Provinz Surat Thani. Die Provinz Surat Thani liegt in der Südregion von Thailand. 

## Geographie
Amphoe Khian Sa liegt etwa 60 Kilometer entfernt von der Provinzhauptstadt Surat Thani. Er liegt im Khian Sa Becken, welches vom Maenam Tapi durchflossen wird. Der Fluss bildet zugleich die östliche Grenze des Bezirks. Entlang des Flusses ist es recht sumpfig, am besten zu sehen im Sumpf Nong Thung Thong (หนองทุ่งทอง).
Die benachbarten Amphoe sind (von Norden im Uhrzeigersinn): Khiri Rat Nikhom, Phunphin, Ban Na Doem, Ban Na San, Wiang Sa, Phrasaeng und Phanom. 

## Wirtschaft
In Khian Sa wird hauptsächlich Reisanbau betrieben, Plantagen von Latex-Bäumen sind ebenso häufig anzutreffen. 

## Verkehr
Der Highway 44, der Krabi mit dem Amphoe Khanom der Provinz Nakhon Si Thammarat verbindet, ist die Hauptverkehrsader des Bezirks.

## Geschichte
Khian Sa wurde am 15. Dezember 1970 zunächst als Unterbezirk (King Amphoe) gegründet, indem die zwei Tambon Khian Sa und Phuang Phromkhon vom Amphoe Ban Na San abgetrennt wurde. Er erhielt vollen Amphoe-Status am 20. Mai 1974.

## Verwaltung

### Provinzverwaltung

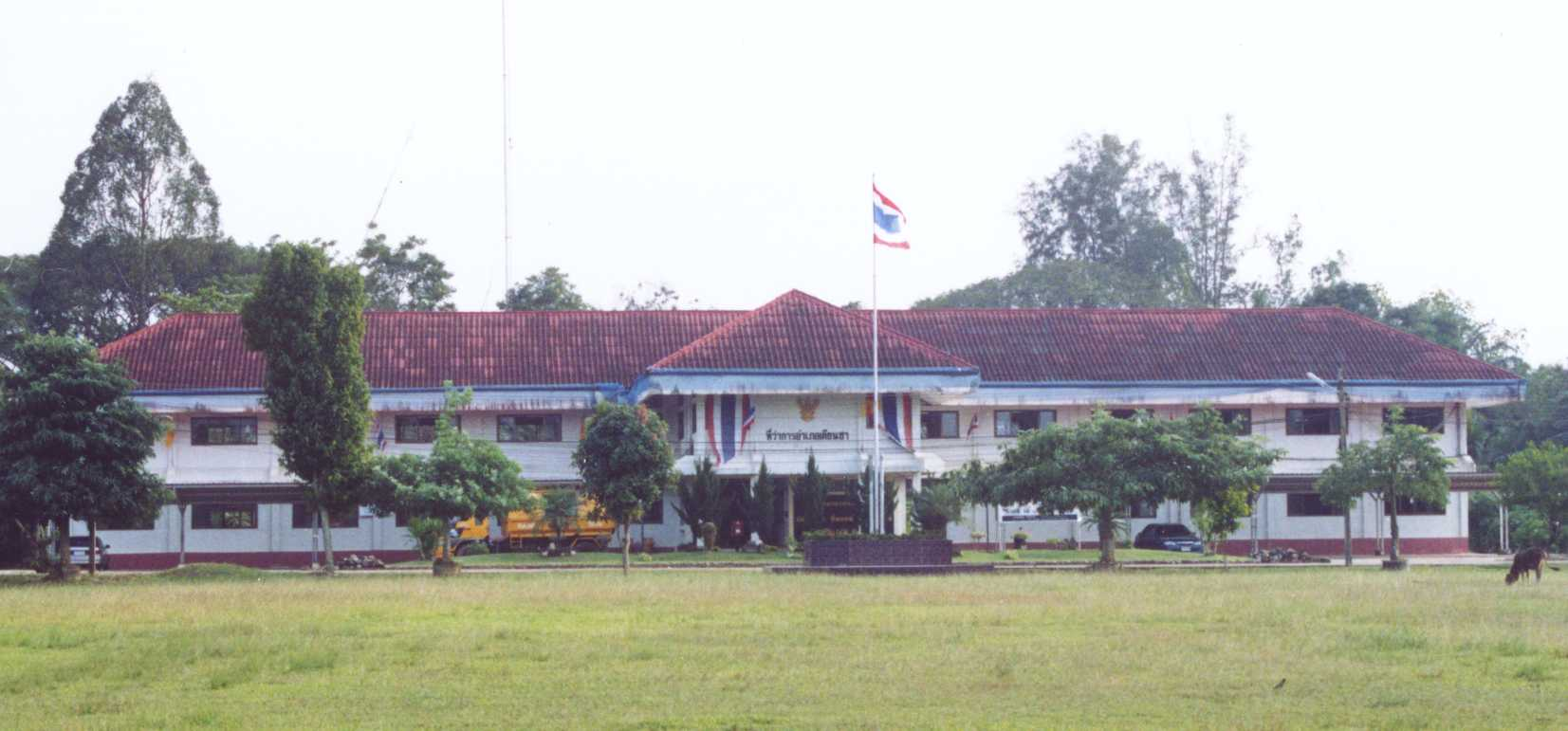
Sitz der Bezirksverwaltung (Thi Wa Kan Amphoe)

Der Amphoe Khian Sa ist in fünf Unterbezirke (Tambon) eingeteilt, diese wiederum besitzen zusammen 52 Gemeinden (Muban). 
| \| Nr. \| Name \| Thai \| Muban \| Einw.[3] \| \| --- \| ---------------- \| --------- \| ----- \| -------- \| \| 1. \| Khian Sa \| เคียนซา \| 07 \| 08.252 \| \| 2. \| Phuang Phromkhon \| พ่วงพรมคร \| 13 \| 11.654 \| \| 3. \| Khao Tok \| เขาตอก \| 06 \| 03.823 \| \| 4. \| Aran Kham Wari \| อรัญคามวารี \| 06 \| 04.789 \| \| 5. \| Ban Sadet \| บ้านเสด็จ \| 20 \| 18.679 \| |                  |           |       |        |
| Nr. | Name             | Thai      | Muban | Einw.  |
| 1. | Khian Sa         | เคียนซา    | 07    | 08.252 |
| 2. | Phuang Phromkhon | พ่วงพรมคร  | 13    | 11.654 |
| 3. | Khao Tok         | เขาตอก    | 06    | 03.823 |
| 4. | Aran Kham Wari   | อรัญคามวารี | 06    | 04.789 |
| 5. | Ban Sadet        | บ้านเสด็จ   | 20    | 18.679 |

### Lokalverwaltung
Es gibt zwei Kleinstädte (Thesaban Tambon) im Landkreis:
- Khian Sa (เทศบาลตำบลเคียนซา) besteht aus Teiles des Tambon Khian Sa,
- Ban Sadet (เทศบาลตำบลบ้านเสด็จ) besteht aus dem gesamten Tambon Ban Sadet.

Daneben gibt es vier „Tambon-Verwaltungsorganisationen“ (องค์การบริหารส่วนตำบล – Tambon Administrative Organizations, TAO) für die Tambon oder die Teile von Tambon im Landkreis, die zu keiner Stadt gehören.